# Megalobosia recurviloba
Megalobosia recurviloba là một loài bướm đêm thuộc phân họ Arctiinae, họ Erebidae.